# Тарн
Тарн (фр. Tarn) департман је у јужној Француској. Припада региону Југ—Пиринеји, а главни град департмана (префектура) је Алби. Департман Тарн је означен редним бројем 81. Његова површина износи 5.758 км². По подацима из 2010. године у департману Тарн је живело 375.379 становника, а густина насељености је износила 65 становника по км².
Овај департман је административно подељен на:
- 2 округа
- 46 кантона и
- 324 општина.

## Демографија
| 1999.   | 2011.   |
| ------- | ------- |
| 343.402 | 377.675 |